# Orto botanico dell'Università di Bari
L'Orto botanico dell'Università di Bari, o Hortus botanicus barensis, è un giardino botanico che si estende per una superficie di 11.500 m², situato in via Edoardo Orabona 4 a Bari, in Puglia. È aperto dal lunedì al venerdì mattina.

## Storia
Il giardino fu istituito nel 1955, aperto nel 1960 e nel 1964 raddoppiò le sue dimensioni. Il giardino, dotato di un idrofitario, di una zona sperimentale a disposizione dei ricercatori e di una roccaglia, comprende anche una serra che si estende per una superficie di circa 145 m² e un erbario con circa 40.000 esemplari e un erbario Herbarium Horti Botanici Barensis, che conta circa 37.000 piante essiccate. 

## Specie
Oggi le specie vegetali sono, tra le altre: 
- Quattro aiuole occupate dai generi Abies, Cedrus, Pinus e Cupressus
- Quattro aiuole - disposte simmetricamente e affiancate da viali da tutti i lati - dedicate prevalentemente alle latifolie delle specie Acer, Sophora, Acacia, Cercis, Quercus e Tilia[4]
- Piante acquatiche
- Aizoaceae - Lithops (circa 60 taxon) e generi simili (Conophytum, Dinteranthus e Gibbaeum)
- Orchidaceae - 33 generi dei distretti pugliesi del Gargano, Murgia nord-occidentale, Salento e Valle d'Itria. I generi includono Aceras, Barlia, Cephalanthera, Dactylorhiza, Himantoglossum, Ophrys, Orchis, Platanthera e Serapias[5]
- Piante ornamentali e utili - collezioni di Cycadaceae, Leguminosae e Musaceae. Circa 115 gruppi di flora prevalentemente italiana, tra cui Grindelia robusta, Levisticum officinale e Rumex acetosa
- Palmae - tra cui Arecastrum romanzoffianum, Butia capitata, Chamaerops humilis, Erythea armata, Jubea chilensis, Livistona chinensis, Rhapis humilis, Sabal palmetto, Phoenix roebelenii, Phoenix dactylifera, Phoenix canariensis, Trachycarpus fortunei e Washingtonia filifera
- Piante pugliesi - piante regionali tra cui Campanula garganica, Cistus clusii e Viola graeca
- Piante di papiro, alcune alte persino tre metri[6]
- Piante sarmentose come glicini, gelsomini e buganvillee[6]